# Hof van Geluwe
Hof van Geluwe was een hoeve in het Belgische dorp Geluwe. Vanuit het hof heerste de lokale heer van de Geluwe en omliggende gebieden over zijn eigendom. Het hof lag vermoedelijk centraal in het dorp, in de Vrouwstraat, waar nu de boerderij het Hof van Geluwe zich bevindt.

## Historiek
Van het hof waar vroeger de heer van Geluwe verbleef, is niets meer overgebleven. Op oude kaarten van de 19e eeuw zijn nog sporen terug te vinden van de woonplaats, meer niet. Zelfs de bouwmaterialen zijn onbekend. Wat wel geweten is, is dat deze hoeve ooit het middelpunt van Geluwe was. Het centrum van het bestuur van de gemeente lag in het hof van Geluwe. Het was op het hof van Geluwe dat de schepenen en de baljuw bijeen kwamen. Hier werd recht gesproken en openbare zittingen gehouden.
Vanaf het begin van de 15e eeuw verlieten de heren van Geluwe de hoeve. Bij de dood van Anna van de Woestine in 1406 trok de heer weg en kwam slechts zelden terug om recht te spreken. Naar het einde van de 16e eeuw sprak met niet meer recht op de hoeve, maar in twee herbergen verderop.
Op het einde van de 18e eeuw verdween de hoeve uit de handen van de familie. Frans-Maximiliaan vander Woestine verloor verschillende van zijn bezittingen tijdens de Franse Revolutie, waaronder de Geluwse bezittingen. De achterlenen van het hof van Geluwe bleven echter bestaan.

## Heren van Geluwe
De adellijke families, die het hof bewoond zouden hebben, zijn "van Geluwe" – al zijn hier grondige twijfels over – en het geslacht van de Woestijne. Het geslacht van de Woestijne had eerder de Vlaamse troepen geleid, onder andere in 1213 om de stad Kortrijk te verdedigen tegen de Franse koning Filips-August.
Van de "Geluwse" Woestijne vindt men pas documenten terug uit de 14e eeuw. De heer van de Woestijne had toen bezit over twee derden van Geluwe, delen van Menen, Wevelgem, Bissegem, Gullegem en Heule. Het Geluwse deel zou later nog deel gaan uitmaken van de bruidsschat van Adolf van Kleef bij zijn huwelijk met Anna van Bourgondië in 1470.
Waarom de heer van Geluwe zo'n omvangrijk gebied in leen kreeg, is niet geweten. Sommige bronnen zien het als een compensatie van de graaf van Vlaanderen voor een mislukte krijgstocht in Zeeuws-Vlaanderen.